# 영동 박연 묘소
영동 박연 묘소(永同 朴堧 墓所)는 충청북도 영동군 심천면 고당리에 있는, 조선시대의 대표적인 음악가 박연(1378∼1458) 선생의 묘소이다. 1987년 3월 31일 충청북도의 기념물 제75호로 지정되었다.

## 개요
조선시대의 대표적인 음악가 박연(1378∼1458) 선생의 묘이다. 자는 탄부(坦夫), 호는 난계(蘭溪), 시호는 문헌(文獻)이며, 고구려 왕산악, 신라의 우륵과 더불어 우리나라 3대 악성으로 불린다.
태종 11년(1411) 문과에 급제하여 집현전 교리가 되었고, 세종이 즉위한 뒤 악학별좌에 올라 음악을 정비하는데 많은 노력을 기울였다. 조율의 필요와 악보 편찬의 중요성을 상소하여 수많은 악기와 악보를 만들어냈으며, 조선 초기의 궁중음악을 정리하여 국가의 음악 체제를 세우는데 많은 기여를 하였다.
봉분의 오른쪽에는 묘비가 세워져 있으며, 왼쪽에는 멀리에서도 묘가 있음을 알게 하는 망주석(望柱石)이 있다.

## 참고 문헌
- 영동 박연 묘소 - 국가유산청 국가유산포털